# Veronica beccabunga subsp. beccabunga
Veronica beccabunga subsp. beccabunga é uma subespécie de planta com flor pertencente à família Scrophulariaceae. 
A autoridade científica da subespécie é L., tendo sido publicada em Sp. Pl. 12 (1753).

## Portugal
Trata-se de uma subespécie presente no território português, nomeadamente em Portugal Continental.
Em termos de naturalidade é nativa da região atrás indicada.

## Protecção
Não se encontra protegida por legislação portuguesa ou da Comunidade Europeia.